# Список прапорів Того
Нижче наведено список прапорів, які використовуються в Того.
Для отримання додаткової інформації про національний прапор дивіться прапор Того .

## Національний прапор
| Прапор | Дата         | використання | опис |
| ------ | ------------ | ------------ | --- |
|        | 1960-дотепер | Прапор Того  | П'ять рівних горизонтальних смуг зеленого кольору (верхня і нижня), які чергуються з жовтим; з червоним кантоном з білою п'ятикутною зіркою. |

## Державні прапори
| Прапор | Дата         | використання                              | опис |
| ------ | ------------ | ----------------------------------------- | --- |
|        | 1960-дотепер | Президентський штандарт Того              | П'ять рівних горизонтальних смуг зеленого кольору (верхня і нижня), які чергуються з жовтим; з червоним кантоном з білою п'ятикутною зіркою в оточенні лаврів.                         |
|        | 1974-2005    | Президентський штандарт Гнассінгбе Еядема | П'ять рівних горизонтальних смуг зеленого кольору (верхня і нижня), які чергуються з жовтим; з червоним кантоном із білою п’ятикутною зіркою та жовтим написом «GE» в оточенні лаврів. |

### Протекторат Тоголенд
| Прапор | Дата      | використання                               | опис |
| ------ | --------- | ------------------------------------------ | --- |
|        | 1884-1916 | Прапор Імперського колоніального відомства | Триколор складається з трьох рівновеликих горизонтальних смуг чорного (верхня), білого та червоного (нижня) кольорів із зображенням рейхсадлера в центрі. |

## Прапори етнічних груп
| Прапор | Дата       | використання                                            | опис |
| ------ | ---------- | ------------------------------------------------------- | --- |
|        | ? -дотепер | Прапор народу Еве (32% від загального населення Того)   | Горизонтальна трисмуга зеленого (зверху і знизу) і червоного кольору, заряджена трьома жовтими зірками на центральній смузі. Використовується неофіційно для представлення народу Еве. |
|        | ? -дотепер | Прапор народу хауса (<1% від загального населення Того) | Біле поле з Дагін Арева в центрі. Використовується неофіційно для представлення народу хауса.                                                                                          |

## Історичні прапори
| Прапор                    | Роки використання | співвідношення | Уряд | опис |
| ------------------------- | ----------------- | -------------- | --- | --- |
|                           | 1884–1916         | 2:3            | Протекторат Тоголенд | Прапор Німецької імперії використовувався як офіційний прапор Німецького Тоголанду.                                      |
|                           | 1916–1957         | 2:3            | Територія Тоголенд | Французький триколор використовувався як офіційний прапор Французького Того, а з 1955 року — Автономної Республіки Того. |
| Автономна Республіка Того | 1916–1957         | 2:3            | | Французький триколор використовувався як офіційний прапор Французького Того, а з 1955 року — Автономної Республіки Того. |
|                           | 1957–1958         | 3:5            | Новий прапор для Того був введений у 1957 році, що складається з зеленого поля з французьким прапором у кантоні та двох п’ятикутних білих зірок, одна з нижньої сторони древка, а друга – з верхньої. | |
|                           | 1958–1960         | 3:5            | Французький прапор у кантоні попереднього прапора був знятий у 1958 році. | |

## Пропонований прапор
| Прапор | Дата | використання                                | опис |
| ------ | ---- | ------------------------------------------- | --- |
|        | 1914 | Запропонований прапор протекторату Тоголанд | Триколор, що складається з трьох рівних горизонтальних смуг чорного (верхня), білого та червоного (нижнього) кольорів із запропонованим гербом у центрі. |